# Matsuyama
Matsuyama (松山市 Matsuyama-shi) er en by i Japan.
Matsuyama ligger på den nordvestlige del af øen Shikoku. Byen har 506.743(2021) indbyggere og er hovedby i præfekturet Ehime.